# August Meyszner

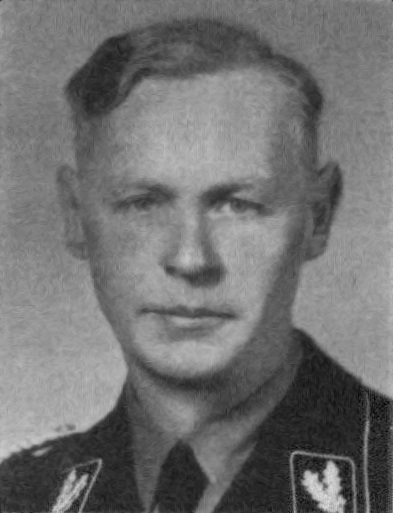
August Meyszner (1938)

August Meyszner (* 3. August 1886 in Graz als August Edler von Meyszner; † 24. Januar 1947 in Belgrad) war ein österreichischer Polizeibeamter, Politiker, SA- und SS-Führer. Während der Zwischenkriegszeit war er ein Führer des Steirischen Heimatschutzes, in der Zeit des Nationalsozialismus Mitglied des Reichstages und wurde während des Zweiten Weltkrieges zum SS-Gruppenführer und Generalleutnant der Polizei befördert. Er war mitverantwortlich für Massenmorde an der jüdischen Bevölkerung in Serbien und wurde nach Kriegsende in Jugoslawien hingerichtet.

## Leben

### Kindheit, Jugend und Erster Weltkrieg
August Meyszner war der Sohn des Berufssoldaten Rudolf Edler von Meyszner, der in der österreichisch-ungarischen Armee den Rang eines Oberstleutnants erreichte und 1884 geadelt worden war. Sein Onkel war der Feldmarschallleutnant Ferdinand von Meyszner.
Sein Bruder Rudolf Ferdinand (1866–1947) heiratete 1929 die Jüdin Alice Strauss, eine Stieftochter des „Walzerkönigs“ Johann Strauss.
Meyszner besuchte in seiner Heimatstadt die Volks- und Unterrealschule und trat 1903 in die Landwehrkadettenanstalt in Wien ein, um die Offizierslaufbahn einzuschlagen. Er wurde 1906 zum Landwehr-Infanterie-Regiment Nr. 3 ausgemustert und dort am 1. Mai 1908 zum Leutnant befördert und zum Bataillon Leoben versetzt. Bis zum 30. April 1913 diente er dort als Kompanieoffizier und Führer der Signal- und Telefon-Abteilung. Er leitete auch die Ski-Ausbildung im Bataillon. Auf eigene Bitte leistete er dann Probedienst im Landesgendarmeriekommando Nr. 7 (Triest), bestand 1914 die Gendarmeriefachprüfung und wurde zum 1. Mai 1914 in den Gendarmeriedienst übernommen.
Nachdem er bis August 1914 das Gendarmerieabteilungskommando Nr. 5 (Görz) kommandiert hatte und am 23. Juni 1914 zum Gendarmerie-Oberleutnant befördert worden war, nahm Meyszner in verschiedenen Verwendungen am Ersten Weltkrieg teil. So führte er 1915 eine Gendarmeriekompanie und die Hochgebirgs- und Sturmkompanie Nr. 12 an der Italienfront.  Im August 1916 zum Gendarmerie-Rittmeister befördert, war er 1916/17 Abschnittskommandant und 1917 Alpiner Referent der 15. Gebirgsbrigade. Meyszner nahm an den Isonzoschlachten teil. Am 13. August 1917 wurde er zum Landesgendarmeriekommando Nr. 7 zurückberufen, und am 2. November 1918 rückte er zum Landesgendarmeriekommando Steiermark ein, wo er als Gendarmerieabteilungsinspekteur verbeamtet wurde.  Er hatte kurz nach Beginn des Krieges geheiratet; aus der Ehe gingen zwei Kinder hervor.

### In der Republik Österreich während der Zwischenkriegszeit
Mit der Abschaffung des österreichischen Adels nach dem Untergang der Habsburgermonarchie verlor Meyszner seinen Adelstitel. Zunächst kommandierte er 1919 die Grenzgendarmerie an der Grenze zum Jugoslawien. Dabei war er an Kampfhandlungen beteiligt, etwa im Verband mit dem Untersteirischen Bauernkommando an der Rückeroberung des jugoslawisch besetzten Radkersburg in der Südoststeiermark. Von Dezember 1919 bis Ende 1928 amtierte er als Führer der Gendarmerieabteilung Judenburg.  Während der Landnahme des Burgenlandes 1921 wurde er als Kommandant einer Gendarmerieabteilung durch einen Schuss in den Oberschenkel verwundet. Die Gendarmerie schlug unter seinem Kommando 1922 Arbeiterunruhen im Raum Judenburg nieder und ging 1927 gegen einen Generalstreik im Gefolge des Wiener Justizpalastbrandes vor.
Früh engagierte sich Meyszner politisch bei der deutschnationalen Rechten. Er fungierte 1919 als Dietwart im Deutschvölkischen Turnverein in Judenburg und gehörte im selben Jahr mit Walter Pfrimer und Hanns Albin Rauter zu den Begründern des Steirischen Heimatschutzes. Im September 1925 trat er in die österreichische NSDAP ein (Mitgliedsnummer 10.617). Aus unbekannten Gründen und zu einem unbekannten Zeitpunkt erlosch diese Mitgliedschaft aber wieder. Im Mai 1927 indes reiste Meyszner mit Pfrimer und Rauter zu einer Unterredung mit Hitler ins bayerische Freilassing. Nach eigenen Angaben wegen seiner „politischen Tätigkeit“ wurde er zum 1. Januar 1929 als Kommandant der Gendarmerieabteilung nach Graz versetzt. Er blieb aber politisch aktiv, nahm am Aufmarsch rechter Wehrverbände teil und nutzte seine Position, um den Steirischen Heimatschutz und andere Wehrverbände mit Waffen auszurüsten.
Ende 1930 wurde Meyszner als einer von sechs Abgeordneten des Heimatblocks in den Steirischen Landtag gewählt und trat nach dem Proporzsystem als Landesrat in die steiermärkische Landesregierung ein. Er beteiligte sich am Pfrimer-Putsch vom 13. September 1931, hielt sich aber im Hintergrund und behauptete später im Landtag, nichts von den Putschplänen gewusst zu haben. Da Pfrimer und andere Funktionäre des Heimatschutzes geflohen waren, übernahm Meyszner im September 1931 provisorisch die Leitung des Steirischen Heimatschutzes. Gemeinsam mit Rauter suchte er bald die Zusammenarbeit mit der NSDAP. Meyszner war dabei flexibler und offener gegenüber den Forderungen der Nationalsozialisten als Pfrimer, der großen Wert auf die Autonomie des Heimatschutzes gelegt hatte. Meyszner distanzierte sich von den legitimistischen, auf eine Restauration der Habsburgermonarchie zielenden Bestrebungen und den Ideen einer Donauföderation, die in der Heimwehr insgesamt virulent waren, und dem Konzept eines Anschlusses an das Deutsche Reich zuwiderliefen. Später hielt er sich zugute, alle Legitimisten aus der Führung des Heimatschutzes gedrängt zu haben.  Mit dem Landesgeschäftsführer der österreichischen NSDAP, Theo Habicht, wurde eine Kampfgemeinschaft von Heimatschutz und Nationalsozialisten vereinbart und Ende 1933 schließlich im „Venediger Abkommen“ beschlossen, dass der Heimatschutz in die NSDAP überführt werden sollte. Zu diesem Zeitpunkt hatte Meyszner sein Landtagsmandat verloren, da der Steirische Heimatschutz in das Verbot der NSDAP einbezogen wurde, das am 15. Juni vom seit März 1933 autoritär regierenden Bundeskanzler Engelbert Dollfuß erlassen worden war. Auch die Zugehörigkeit von Bundesbediensteten zur NSDAP war verboten worden. Ende September 1933 wurde Meyszner als Major der Gendarmerie zwangsweise pensioniert.
Im Mai 1933 wurde Meyszner Mitglied der SA und gemäß dem Venediger Abkommen im November im Rang eines SA-Obersturmbannführers stellvertretender Führer der verbotenen SA-Brigade Mittelsteiermark. Meyszner gab später an, zahlreiche Versammlungen abgehalten zu haben und an „Führerbesprechungen“ in Ungarn und Jugoslawien teilgenommen zu haben. Am 2. Februar 1934 wurde er verhaftet und nach drei Monaten im Polizeigewahrsam ab Mai für weitere dreieinhalb Monate im Anhaltelager Wöllersdorf interniert. Wieder in Freiheit übernahm er im Juni die Führung der SA-Brigade Mittelsteiermark und wurde noch am Tag des nationalsozialistischen Putsches am 25. Juli 1934 verhaftet.
Dem Historiker Martin Moll zufolge scheint Meyszner beim Putsch nicht an prominenter Stelle in Erscheinung getreten zu sein. Zwar sei ihm später bescheinigt worden, den Putsch aktiv mit vorbereitet zu haben, aber in den nach dem „Anschluss“ Österreichs verfassten nationalsozialistischen Darstellungen würden weder der Steirische Heimatschutz noch Meyszner gesondert erwähnt. Für den Historiker Hans Schafranek orientierte sich Meyszner nicht an den Befehlen seiner in München residierenden Vorgesetzten in der SA, Hermann Reschny und Friedrich Fenz, sondern agierte wie Konstantin Kammerhofer und Rauter im geheimen Auftrag der SS und der NSDAP-Landesleitung unter Habicht. Entgegen der Weisung der emigrierten SA-Führung vom 23. Juli, nur auf das Losungswort „Sommerfest mit Preisschiessen“ den bewaffneten Aufstand zu beginnen, gab Meyszner in Übereinstimmung mit den Putschisten der Wiener SS den Befehl auf die Losung „Elementar-Ereignis eingetreten“.
Nachdem er aus dem Polizeigewahrsam entkommen war, floh der nunmehr steckbrieflich gesuchte Meyszner noch im Juli 1934 nach Jugoslawien. Die Republik Österreich bürgerte ihn aus und erkannte seine Pensionsansprüche ab. In Jugoslawien war er in der NSDAP-Flüchtlingszentrale tätig und reiste per Schiff im November/Dezember 1934 nach Deutschland.

### Im Deutschen Reich
In Deutschland war Meyszner zunächst als Lagerführer des Lagers Rummelsburg (Pommern) und anschließend im NSDAP-Flüchtlingswerk in Berlin tätig. Auf eigenen Wunsch trat er gemeinsam mit Kammerhofer und Rauter mit Wirkung vom 20. Februar 1935 von der SA zur SS über (SS-Nummer 263.406). Er erhielt den Rang eines SS-Oberführers und war als SS-Führer „zur besonderen Verwendung“ des Reichsführers SS eingesetzt. Nachdem er am 1. September im alten Dienstgrad eines Majors in die Schutzpolizei hatte eintreten können, wurde er auf eigenen Wunsch am 10. Oktober 1935 aus der SS entlassen. Mit Wirkung zum 20. April 1934 zum Oberstleutnant befördert, übernahm er das Kommando über den Schutzpolizei-Abschnitt Mitte und wurde Stellvertreter des Kommandeurs des Schutzpolizei-Gruppenkommandos Ost in Berlin. Zugleich übte er das Amt eines ehrenamtlichen Richters am Volksgerichtshof aus. Am 11. Oktober 1937 erfolgte die Wiederaufnahme in die SS.
Beim „Anschluss“ Österreichs am 12. März 1938 rückte Meyszner mit der Marschgruppe I der Ordnungspolizei in Österreich ein. Einen Monat lang fungierte er als kommissarischer Inspekteur der Ordnungspolizei für Österreich in Wien. In der Reichstagswahl 1938 wurde er außerdem als Abgeordneter für Österreich in den Reichstag gewählt. Mit Wirkung zum 1. März zum Oberst der Schutzpolizei befördert, nahm Meyszner von Mitte April 1938 bis Juni 1939 die Aufgabe des Inspekteurs der Ordnungspolizei beim Staatssekretär für das Sicherheitswesen der Landesregierung Österreich, Ernst Kaltenbrunner, wahr. Mit Kaltenbrunner überwarf er sich aber schon Mitte April 1938, so dass er Anfang Oktober 1938 als Abschnittskommandeur der Schutzpolizei ins annektierte Sudetenland geschickt wurde, bevor man ihn im Juni 1939 als Inspekteur der Ordnungspolizei zum Oberpräsidium der Provinz Hessen-Nassau nach Kassel versetzte. Hier war er auch als Höherer Polizeiführer und politischer Referent des Oberpräsidenten tätig. Am 23. März 1940 wurde er zum SS-Brigadeführer befördert.
Im Frühjahr 1940 wurde Meyszner die Vertretung des Höheren SS und Polizeiführers Fulda-Werra übertragen. Zum 10. September 1940 übernahm er den Posten eines Befehlshabers der Ordnungspolizei im besetzten Norwegen und politischer Referenz beim Reichskommissar für die besetzten norwegischen Gebiete, ohne dort besonders in Erscheinung zu treten. Ende 1941 rief Himmler ihn nach Deutschland zurück. Meyszner nahm Mitte Januar 1942 an einer Strategiekonferenz in Himmlers Feldquartier Hegewaldheim teil, auf der auch über Zwangsarbeiter, die planmäßige Ermordung der Juden und über Himmlers Pläne zur Ostsiedlung gesprochen wurde.

### Höherer SS- und Polizeiführer im besetzten Serbien
Zum 24. Januar 1942 wurde Meyszner zum Höheren SS- und Polizeiführer (HSSPF) im Gebiet des Militärbefehlshabers der besetzten Gebiete in Serbien mit Sitz in Belgrad ernannt und zugleich mit der „Nutzung und Festigung des deutschen Volkstums“ in Serbien beauftragt. Hintergrund war zum einen, dass es nach dem deutschen Überfall auf Jugoslawien und der Zerschlagung des Königreiches im deutsch besetzten „Rumpfserbien“ bereits in der zweiten Hälfte des Jahres 1941 zu einem Aufstand unter der Führung der Kommunistischen Partei Jugoslawiens unter Josip Broz Tito gekommen war, der trotz brutaler deutscher Gegenmaßnahmen nur mit Mühe niedergehalten werden konnte. Für das Frühjahr 1942 wurde mit erneuten Aufständen gerechnet. In dieser Situation entschloss sich Hitler, auch für Serbien einen für Sicherheitsfragen zuständigen HSSPF einzusetzen, wie es in anderen besetzten Gebieten bereits üblich war. Zum anderen sah Himmler die Gelegenheit, durch einen HSSPF die Besatzungspolitik in seinem Sinne zu beeinflussen. Denn der Chef der deutschen Militärverwaltung, Harald Turner, verfolgte mit einer Marionettenregierung unter dem nationalistischen General Milan Nedić den Plan einer sogenannten „Aufsichtsverwaltung“, wie sie mit dem Vichy-Regime in Frankreich praktiziert wurde. Himmler war dies zu kompliziert, zumal er die Serben für „ein im Aufstand seit Jahrhunderten geübtes und ausgebildetes Volk“ hielt. Dass Hitler Meyszners Serbenhass ausnutzen wollte, lässt sich Martin Moll zufolge weder beweisen noch widerlegen. Meyszner, dem als Zitat die Parole: „Ein toter Serbe ist mir lieber als ein lebendiger,“ zugeschrieben wird, schien Himmler der jedenfalls geeignete Mann zu sein, um in Serbien für Sicherheit zu sorgen. Meyszner erhielt außerdem den Auftrag, Banater Schwaben für die Waffen-SS zu rekrutieren.
Die Kommando- und Kompetenzstruktur, die Meyszner bei seinem Eintreffen vorfand, war noch verworrener als in anderen besetzten Gebieten. Neben dem Militärbefehlshaber Serbien agierte ein per Führererlass ermächtigter Vertreter des Auswärtigen Amtes für Fragen außenpolitischen Charakters; ein Vertrauter Hermann Görings war für Wirtschaftsbelange zuständig und darüber hinaus war die Kollaborationsregierung Nedić zu berücksichtigen. Mit Meyszner als HSSPF kam nun ein weiterer Akteur hinzu, um die bislang vom Verwaltungsstab des Militärbefehlshabers wahrgenommenen Polizeibelange zu übernehmen. Dabei war Meyszner lediglich dem Militärbefehlshaber unterstellt und erhielt seine Befehle von Himmler. Ihm selbst unterstanden die Verbände der SS und die serbischen Polizeikräfte.
Das erste Projekt, das Meyszner zwischen Anfang und Februar 1942 anging, war die Aufstellung einer Division von Volksdeutschen für die Waffen-SS. Dazu wurde eine „Arbeitsleistungsdienstpflicht für die gesamte serbische Bevölkerung bzw. geeignete Jahrgäng derselben“ beschlossen, um die volksdeutschen Arbeitskräfte in der Landwirtschaft zu ersetzen. Im Frühjahr 1942 wurde die 7. SS-Freiwilligen-Gebirgs-Division „Prinz Eugen“ aufgestellt.
Gleichzeitig versuchte Meyszner dem von SS-Gruppenführer Harald Turner geleiteten Verwaltungsstab des Militärbefehlshabers die Kontrolle über die Polizeiaufgaben zu entwinden. Verschärft wurde der Konflikt durch Meyszners kategorische Ablehnung einer über eine taktisch motivierte Inanspruchnahme hinausgehende Kooperation mit Nedić. Er drang darauf, die Befugnisse der Kollaborationsregierung zu beschneiden, während Turner sein Programm einer politischen Aufsichtsverwaltung verfolgte. Während des gesamten Jahres 1942 wurde die deutsche Militärverwaltung in Serbien durch die Kompetenzstreitigkeiten zwischen Meyszner und Turner belastet. Schon vor Meyszners Eintreffen hatte es aber Bestrebungen von Seiten der Wehrmacht gegeben, Turners Verwaltungsstab zu einer reinen Verwaltungsabteilung herabzustufen. Dabei wurde ihm vorgehalten, dass Serbien im Gegensatz zum besetzten Frankreich durch den Aufstand 1941 zu einer Kampfzone der Wehrmacht geworden sei. Turner stand mit seinen Vorstellungen allein, und auch Himmler unterstützte die politische Linie Meyszners.
Formal wurde ihm der Befehlshaber der Sicherheitspolizei und des SD (BdS), Obersturmbannführer Emanuel Schäfer, unterstellt, der die Nachfolge von Wilhelm Fuchs als Leiter der Einsatzgruppe Serbien angetreten hatte. Gleichzeitig erhielt aber Emanuel Schäfer seine Weisungen auch direkt aus dem Reichssicherheitshauptamt (RSHA) in Berlin. August Meyszner wurde lediglich vom Vorgehen Schäfers unterrichtet. Während seiner Amtszeit wurden in der Zeit von März bis zum 10. Mai 1942 15.000 jüdische Frauen und Kinder ermordet. Zu diesem Zweck schickte das RSHA Anfang März 1942 einen zu einem Gaswagen umgebauten Lastkraftwagen in das KZ Sajmište bei Belgrad.
In seiner Funktion als SS-Gruppenführer nahm er an der Gruppenführer-Tagung am 4. Oktober 1943 in Posen teil, bei der Heinrich Himmler die erste Posener Rede hielt. Von Mitte März 1944 bis Anfang Mai 1945 war er Generalinspekteur der Gendarmerie und Schutzpolizei der Gemeinden.
Meyszner wurde, wie auch Wilhelm Fuchs, nach Kriegsende an Jugoslawien ausgeliefert. Vom 9. bis 22. Dezember 1946 wurde ihm in Belgrad vor dem Obersten Militärgericht der Prozess gemacht, der mit dem Todesurteil endete. Ob es ein Berufungs- oder Gnadenverfahren gab, ist nicht genau bekannt. Am 24. Januar 1947 wurde August Meyszner in Belgrad durch den Strang hingerichtet.

## Auszeichnungen
| Meyszners SS- und Polizeiränge | Meyszners SS- und Polizeiränge                   |
| Datum                          | Rang                                             |
| ------------------------------ | ------------------------------------------------ |
| Februar 1935                   | SS-Oberführer                                    |
| April 1937                     | Oberstleutnant der Polizei                       |
| März 1938                      | Oberst der Polizei                               |
| April 1939                     | Generalmajor der Polizei                         |
| April 1940                     | SS-Brigadeführer                                 |
| Januar 1942                    | SS-Gruppenführer und Generalleutnant der Polizei |

- Eisernes Kreuz (1939) II. und I. Klasse
- Kriegsverdienstkreuz (1939) II. Klasse mit Schwertern